# Thomas Ruddiman
Thomas Ruddiman (octobre 1674-19 janvier 1757) est un érudit classique et imprimeur écossais.

## Biographie
Ruddiman naît à Raggel, dans la paroisse de Boyndie, dans le Banffshire, fils de Margaret née Simpson et de James Ruddiman. Son père est agriculteur.
Il fait des études classiques à l'école paroissiale de Inverboyndie, puis se présente, à l'insu de ses parents, au prix annuel du King's College, d'Aberdeen. Il remporte le prix et obtient une bourse d'études qui finance ses études universitaires. Il obtient son diplôme (MA) en 1694 et devient précepteur durant une année. Il obtient un poste de maître d'école à Laurencekirk en 1695,. Puis, en 1700, sous l'influence d'Archibald Pitcairne, il devient assistant à la bibliothèque des avocats d'Édimbourg. Il fonde en 1715 une imprimerie et, en 1728, est nommé imprimeur à l'université d'Édimbourg. Il acquiert le Caledonian Mercury en 1729 et, en 1730, est nommé conservateur de la bibliothèque des avocats, démissionnant en 1752.
Il meurt à Édimbourg le 19 janvier 1757 à 82 ans et est inhumé au Greyfriars Kirkyard, un cimetière paroissial d'Édimbourg. Une plaque commémorative est aposée à l'intérieur de l'église en 1801 par son cousin, William Ruddiman.
Il se marie trois fois. Il épouse sa troisième femme, Anna Smith (1694-1769), le 29 septembre 1729. Le couple a deux enfants, dont seul la fille survit. Il avait eu d'un précédent mariage un fils, Thomas, éditeur du Caledonian Mercury, qui est emprisonné après le soulèvement jacobite de 1745 pour avoir imprimé des appels au soulèvement, et meurt en 1747 des suites d'un maladie contractée en prison. Son neveu Walter Ruddiman (1719-1781), également originaire de Banff, crée également une entreprise prospère à Édimbourg en tant qu'imprimeur et éditeur.

## Travaux
Ses principaux premiers écrits sont des éditions du De Animi Tranquillitate Dialogus de Florence Wilson (1707) et des Cantici Solomonis Paraphrasis Poetica (1709) d'Arthur Johnston (1587-1641), éditeur du Deliciae Poetarum Scotorum. À la mort du Dr Pitcairne, il édite les vers latins de son ami et organise la vente de sa précieuse bibliothèque à Pierre le Grand de Russie.
En 1714, il publie Rudiments of the Latin Tongue, longtemps utilisé dans les écoles écossaises. En 1715, il édite, avec notes et annotations, les œuvres de George Buchanan en deux volumes in-folio. Comme Ruddiman est un jacobite, les opinions libérales de Buchanan appellent ses critiques. Une société d'érudits est formée à Édimbourg pour « défendre cet auteur incomparablement érudit et pieux contre les calomnies de M. Thomas Ruddiman » ; mais celle de Ruddiman reste l'édition standard, bien que George Logan, John Love, James Man et d'autres l'aient attaqué avec véhémence.
Il publie également une édition de la traduction de Gavin Douglas de l'Énéide de Virgile (1710), avec un glossaire détaillé en vieux écossais ; achève Selectus Diplomatum et Numismatum Scotiae Thesaurus de James Anderson (1739) ; le Catalogue de la bibliothèque des avocats (1733-1742) ; et une célèbre édition de Tite-Live (1751). Il aide également Joseph Ames avec ses antiquités typographiques.
Ruddiman est pendant de nombreuses années l'érudit représentatif de l'Écosse. Écrivant en 1766, Samuel Johnson, après avoir reproché à James Boswell du mauvais latin, ajoute de manière significative : « Ruddiman est mort ». Lorsque Boswell propose d'écrire la vie de Ruddiman, "je devrais prendre plaisir à vous aider à lui faire honneur", déclare Johnson.

## Sources
- (en) « Thomas Ruddiman », dans Encyclopædia Britannica [détail de l’édition], vol. 23, 1911 (lire sur Wikisource), p. 814.
- Thomas [Thoma Ruddimannus] Ruddiman, Georgii Buchanani, Scoti, Poëtarum sui seculi facile Principis, Praeceptoris Jacobi VI Scotorum, & Primi Angl. Reg. Opera Omnia, Historica, Chronologica, Juridica, Politica, Satyrica & Poetica, J. Arnold Langerak, 1725 (lire en ligne)
- Douglas Duncan, Thomas Ruddiman: a study in Scottish scholarship of the early eighteenth century, Edinburgh, Oliver & Boyd, 1965.